# Koravit Namwiset
Koravit Namwiset (tiếng Thái: กรวิทย์ นามวิเศษ), còn được biết với tên đơn giản Tui (tiếng Thái: ตุ้ย) là một cầu thủ bóng đá người Thái Lan thi đấu ở vị trí trung vệ, anh cũng được sử dụng ở vị trí hậu vệ trái ở đội tuyển quốc gia Thái Lan.

## Quốc tế
Vào tháng 5 năm 2015, anh thi đấu cho Thái Lan ở Vòng loại giải vô địch bóng đá thế giới 2018 khu vực châu Á với Việt Nam.

### Quốc tế
Tính đến 28 tháng 3 năm 2017
| Đội tuyển quốc gia | Năm  | Số trận | Bàn thắng |
| ------------------ | ---- | ------- | --------- |
| Thái Lan           | 2015 | 8       | 0         |
| Thái Lan           | 2016 | 11      | 0         |
| Thái Lan           | 2017 | 1       | 0         |
| Thái Lan           | Tổng | 20      | 0         |

## Danh hiệu

### Câu lạc bộ
Buriram United
- Giải bóng đá Ngoại hạng Thái Lan (2): 2015, 2017
- Cúp Hiệp hội Bóng đá Thái Lan (1): 2015
- Cúp Liên đoàn Bóng đá Thái Lan (1): 2015
- Cúp Hoàng gia Kor (1): 2015
- Giải bóng đá vô địch các câu lạc bộ sông Mê Kông (2): 2015, 2016

### Quốc tế
Thái Lan University
- ASEAN University Games  Huy chương Vàng (1); 2012

Thái Lan
- Giải vô địch bóng đá Đông Nam Á (1): 2016